# Alpedriz
Alpedriz is een plaats (freguesia) in de Portugese gemeente Alcobaça en telt 1000 inwoners (2001).